# Хатт, Аллен
Аллен Джордж Хатт (англ. George Allen Hutt; 20 сентября 1901, Виллесден, Лондон, Англия — 1973) — английский историк, журналист, редактор, публицист, политик.

## Биография
Сын клерка. Старейший член Коммунистической партии Великобритании.
Ведущий профессиональный партийный журналист, пользовался международной репутацией газетного дизайнера.
Член исполнительного комитета Национального союза журналистов (NUJ). Долгое время редактировал журнала NUJ — «The Journalist»,
Автор ряда исторических трудов, посвящённых различным аспектам английского рабочего и профсоюзного движения XIX—XX веков.
Несколько изданий выдержали его работы «Английское профсоюзное движение. Краткая история» (L., 1941, рус. пер., М., 1954, 49 изданий) и «Послевоенная история британского рабочего класса» (1937, 33 переиздания) и др.
В своей книге «Британский тред-юнионизм. Краткая история» А. Хатт излагает основные этапы истории английского профсоюзного движения в соответствии с предложенной им периодизацией, отражающей определенные стадии в развитии социальных и экономических отношений в Великобритании.

## Избранные публикации
- Положение рабочего класса в Великобритании (1933, 11 изданий)
- Этот последний кризис (1935, 13 изданий)
- Послевоенная история британского рабочего класса (1937, 33 издания)
- Peace For Our Time: Mr Chamberlain and Munich: The Truth About a Policy
- Английское профсоюзное движение. Краткая история (1941)
- British trade unionism; an outline history (1941)
- Newspaper design (1960, 43 издания)
- Newspaper Design Today
- The Story of the Daily Worker
- Problems of trade unionism
- Fournier. The Complete TYpographer